# Villers Hill British Cemetery
Villers Hill British Cemetery is een Britse militaire begraafplaats met gesneuvelden uit de Eerste Wereldoorlog, gelegen in de Franse  gemeente Villers-Guislain (Noorderdepartement). De begraafplaats werd ontworpen door Charles Holden en ligt in het veld aan een onverharde landweg op 1 km ten zuiden van het dorpscentrum (Église Saint-Géry). Ze heeft een onregelmatig grondplan en wordt omsloten door een bakstenen muur. De begraafplaats ligt hoger dan het straatniveau en het terrein met de graven bereikt men via de open toegang en een trappartij met een zevental opwaartse treden. In een gebogen gedeelte van de muur die de trap begrensd bevindt zich een rustbank. Direct na de toegang, in een verzonken gedeelte van het terrein, staat de Stone of Remembrance en in de westelijke hoek tegenover de Stone staat het Cross of Sacrifice.  
Er liggen 732 Britse militairen begraven waaronder 350 niet geïdentificeerde. Er liggen ook 13 Duitse militairen waaronder 10 niet geïdentificeerde.
De begraafplaats wordt onderhouden door de Commonwealth War Graves Commission.

## Geschiedenis
Villers-Guislain werd vanaf april 1917 door Britse troepen bezet. Op 30 november 1917 kwam het dorp na hevige Duitse aanvallen (tijdens de Slag bij Cambrai) in vijandelijke handen. Ondanks felle tegenaanvallen van de Guards Division en tanks de volgende dag, bleef het door de Duitsers behouden. Het dorp werd uiteindelijk op 30 september 1918 na zware gevechten door de Duitsers verlaten.
De begraafplaats (oorspronkelijk Middlesex Cemetery genoemd) werd op 3 oktober 1918 aangelegd door de 33rd Division Burial Officer (deze officier was verantwoordelijk voor het registreren en begraven van de gesneuvelden) en tot midden oktober gebruikt.
De oorspronkelijke begraafplaats (nu perk I) bevatte 100 graven, waarvan er 50 tot de 1st Middlesex en 35 tot de Argyll and Sutherland Highlanders behoorden. De perken II tot VII werden na de wapenstilstand toegevoegd met slachtoffers die afkomstig waren uit het nabijgelegen slagveld en van de volgende Duitse begraafplaatsen: Gonnelieu Communal Cemetery German Extension (8 doden), Honnecourt German Cemetery (3 doden) en Villers-Guislain German Cemetery (22 doden).
Onder de geïdentificeerde slachtoffers zijn er 354 Britten, 23 Nieuw-Zeelanders, 5 Canadezen en 3 Duitsers. 
Zeven slachtoffers worden met Special Memorials  herdacht omdat hun graven niet meer gelokaliseerd konden worden en men neemt aan dat ze onder naamloze grafzerken liggen.
Tien slachtoffers die oorspronkelijk in Gonnelieu Communal Cemetery of in Honnecourt German Cemetery waren begraven maar wier lichamen niet meer werden gevonden, worden herdacht met een Duhallow Block. 

## Graven

### Onderscheiden militairen
- Isham Percy Smith, majoor bij de Royal Garrison Artillery werd onderscheiden met de Distinguished Service Order (DSO).
- luitenant John Neville Beeman, luitenant Douglas Woulfe Hay en compagnie sergeant-majoor H. Dancocks (Middlesex Regiment) en luitenant Royden Lydiard Okey (Wellington Regiment, N.Z.E.F.) werden onderscheiden met het Military Cross (MC).
- John Tannahill, sergeant bij het Wellington Regiment, N.Z.E.F. werd onderscheiden met de Distinguished Conduct Medal (DCM).
- compagnie sergeant-majoor Arthur Whitaker werd tweemaal onderscheiden met de Military Medal (MM and Bar).
- nog 10 militairen werden onderscheiden met de Military Medal (MM).

### Alias
- soldaat William Ralph Lelliott diende onder het alias Wilfred Keriston bij het Middlesex Regiment.